# Queen's Club Championships 2014 - Qualificazioni singolare
Le qualificazioni del singolare ai Queen's Club Championships 2014 sono state un torneo di tennis preliminare per accedere alla fase finale della manifestazione. I vincitori dell'ultimo turno sono entrati di diritto nel tabellone principale. In caso di ritiro di uno o più giocatori aventi diritto a questi sono subentrati i lucky loser, ossia i giocatori che hanno perso nell'ultimo turno ma che avevano una classifica più alta rispetto agli altri partecipanti che avevano comunque perso nel turno finale.

## Teste di serie
1. Michael Berrer (primo turno)
2. Ryan Harrison (secondo turno)
3. Daniel Brands (qualificato)
4. Marsel İlhan (qualificato)

1. Alex Kuznetsov (primo turno)
2. Farrukh Dustov (qualificato)
3. Alex Bogomolov Jr. (secondo turno)
4. James Duckworth (qualificato)

## Qualificati
1. Farrukh Dustov
2. James Duckworth

1. Daniel Brands
2. Marsel İlhan

## Tabellone

### Legenda
| - Q = Qualificato - WC = Wild card - LL = Lucky loser | - ALT = Alternate - SE = Special Exempt - PR = Protected Ranking | - w/o = Walkover - r = Ritirato - d = Squalificato |

### Sezione 1
|  | Primo turno    | Primo turno    | Primo turno    | Primo turno | Primo turno |  |  | Secondo turno  | Secondo turno  | Secondo turno  | Secondo turno  | Secondo turno |   |   | Ultimo turno | Ultimo turno   | Ultimo turno | Ultimo turno | Ultimo turno |  |
|  |                |                |                |             |             |  |  |                |                |                |                |               |   |   |              |                |              |              |              |  |
|  | 1              | Michael Berrer | Michael Berrer | 64          | 3           |  |  |                |                |                |                |               |   |   |              |                |              |              |              |  |
|  |                | Bobby Reynolds | Bobby Reynolds | 7           | 6           |  |  | Bobby Reynolds | Bobby Reynolds | Bobby Reynolds | 7              | 6             |   |   |              |                |              |              |              |  |
|  | WC             | Miles Bugby    | 6              | 5           | 1           |  |  | Luke Saville   | Luke Saville   | Luke Saville   | 63             | 1             |   |   |              |                |              |              |              |  |
|  |                | Luke Saville   | 3              | 7           | 6           |  |  |                |                |                |                |               |   |   |              | Bobby Reynolds | 6            | 4            | 3            |  |
|  | James Marsalek | James Marsalek | 7              | 2           | 6           |  |  |                |                | 6              | Farrukh Dustov | 4             | 6 | 6 |              |                |              |              |              |  |
|  | Keelan Oakley  | Keelan Oakley  | 62             | 6           | 1           |  |  |                | James Marsalek | James Marsalek | 5              | 5             |   |   |              |                |              |              |              |  |
|  |                | Dominic Inglot | 7              | 64          | 65          |  |  | 6              | Farrukh Dustov | Farrukh Dustov | 7              | 7             |   |   |              |                |              |              |              |  |
|  | 6              | Farrukh Dustov | 5              | 7           | 7           |  |  |                |                |                |                |               |   |   |              |                |              |              |              |  |

### Sezione 2
|  | Primo turno          | Primo turno          | Primo turno          | Primo turno | Primo turno |  |  | Secondo turno | Secondo turno   | Secondo turno   | Secondo turno   | Secondo turno   |   |   | Ultimo turno | Ultimo turno    | Ultimo turno    | Ultimo turno | Ultimo turno |  |
|  |                      |                      |                      |             |             |  |  |               |                 |                 |                 |                 |   |   |              |                 |                 |              |              |  |
|  | 2                    | Ryan Harrison        | 6                    | 3           | 6           |  |  |               |                 |                 |                 |                 |   |   |              |                 |                 |              |              |  |
|  | WC                   | Joe Salisbury        | 4                    | 6           | 4           |  |  | 2             | Ryan Harrison   | 6               | 5               | 3               |   |   |              |                 |                 |              |              |  |
|  | Rémi Boutillier      | Rémi Boutillier      | Rémi Boutillier      | 6           | 0           |  |  |               | Rémi Boutillier | 4               | 7               | 6               |   |   |              |                 |                 |              |              |  |
|  | Josh Goodall         | Josh Goodall         | Josh Goodall         | 4           | 0r          |  |  |               |                 |                 |                 |                 |   |   |              | Rémi Boutillier | Rémi Boutillier | 3            | 1            |  |
|  | Carlos Gomez-Herrera | Carlos Gomez-Herrera | Carlos Gomez-Herrera | 3           | 5           |  |  |               |                 | 8               | James Duckworth | James Duckworth | 6 | 6 |              |                 |                 |              |              |  |
|  | Marcus Daniell       | Marcus Daniell       | Marcus Daniell       | 6           | 7           |  |  |               | Marcus Daniell  | Marcus Daniell  | 3               | 4               |   |   |              |                 |                 |              |              |  |
|  |                      | Nicholas Monroe      | Nicholas Monroe      | 1           | 2           |  |  | 8             | James Duckworth | James Duckworth | 6               | 6               |   |   |              |                 |                 |              |              |  |
|  | 8                    | James Duckworth      | James Duckworth      | 6           | 6           |  |  |               |                 |                 |                 |                 |   |   |              |                 |                 |              |              |  |

### Sezione 3
|  | Primo turno          | Primo turno          | Primo turno          | Primo turno | Primo turno |  |  | Secondo turno | Secondo turno      | Secondo turno      | Secondo turno | Secondo turno |   |   | Ultimo turno | Ultimo turno  | Ultimo turno | Ultimo turno | Ultimo turno |  |
|  |                      |                      |                      |             |             |  |  |               |                    |                    |               |               |   |   |              |               |              |              |              |  |
|  | 3                    | Daniel Brands        | Daniel Brands        | 6           | 6           |  |  |               |                    |                    |               |               |   |   |              |               |              |              |              |  |
|  | WC                   | Adam Thornton-Brown  | Adam Thornton-Brown  | 4           | 1           |  |  | 3             | Daniel Brands      | Daniel Brands      | 7             | 6             |   |   |              |               |              |              |              |  |
|  | Theodoros Angelinogs | Theodoros Angelinogs | Theodoros Angelinogs | 2           | 611         |  |  |               | Myles Orton        | Myles Orton        | 5             | 3             |   |   |              |               |              |              |              |  |
|  | Myles Orton          | Myles Orton          | Myles Orton          | 6           | 7           |  |  |               |                    |                    |               |               |   |   | 3            | Daniel Brands | 6            | 65           | 7            |  |
|  | James McGee          | James McGee          | James McGee          | 6           | 7           |  |  |               |                    |                    | James McGee   | 4             | 7 | 5 |              |               |              |              |              |  |
|  | Borna Ćorić          | Borna Ćorić          | Borna Ćorić          | 3           | 68          |  |  |               | James McGee        | James McGee        | 7             | 6             |   |   |              |               |              |              |              |  |
|  |                      | George Coupland      | George Coupland      | 2           | 3           |  |  | 7             | Alex Bogomolov Jr. | Alex Bogomolov Jr. | 5             | 4             |   |   |              |               |              |              |              |  |
|  | 7                    | Alex Bogomolov Jr.   | Alex Bogomolov Jr.   | 6           | 6           |  |  |               |                    |                    |               |               |   |   |              |               |              |              |              |  |

### Sezione 4
|  | Primo turno        | Primo turno        | Primo turno       | Primo turno | Primo turno |  |  | Secondo turno      | Secondo turno      | Secondo turno | Secondo turno      | Secondo turno      |   |   | Ultimo turno | Ultimo turno | Ultimo turno | Ultimo turno | Ultimo turno |  |
|  |                    |                    |                   |             |             |  |  |                    |                    |               |                    |                    |   |   |              |              |              |              |              |  |
|  | 4                  | Marsel İlhan       | Marsel İlhan      | 7           | 6           |  |  |                    |                    |               |                    |                    |   |   |              |              |              |              |              |  |
|  | WC                 | Harry Skinner      | Harry Skinner     | 63          | 4           |  |  | 4                  | Marsel İlhan       | 65            | 7                  | 1                  |   |   |              |              |              |              |              |  |
|  | Benjamin Mitchell  | Benjamin Mitchell  | Benjamin Mitchell | 7           | 7           |  |  |                    | Benjamin Mitchell  | 7             | 5                  | 0r                 |   |   |              |              |              |              |              |  |
|  | Alexander Jhun     | Alexander Jhun     | Alexander Jhun    | 5           | 5           |  |  |                    |                    |               |                    |                    |   |   | 4            | Marsel İlhan | Marsel İlhan | 6            | 6            |  |
|  | Takanyi Garanganga | Takanyi Garanganga | 6                 | 6           | 6           |  |  |                    |                    |               | Takanyi Garanganga | Takanyi Garanganga | 3 | 1 |              |              |              |              |              |  |
|  | Jonny O'Mara       | Jonny O'Mara       | 7                 | 3           | 2           |  |  | Takanyi Garanganga | Takanyi Garanganga | 6             | 6                  | 6                  |   |   |              |              |              |              |              |  |
|  |                    | Matt Reid          | 1                 | 7           | 7           |  |  | Matt Reid          | Matt Reid          | 7             | 3                  | 4                  |   |   |              |              |              |              |              |  |
|  | 5                  | Alex Kuznetsov     | 6                 | 68          | 68          |  |  |                    |                    |               |                    |                    |   |   |              |              |              |              |              |  |